# Georg Furkel
Georg Furkel (* 13. Juni 1863 in St. Dié, Frankreich; † 21. August 1945 in Radebeul) war ein deutscher Kameramann und Pionier der europäischen Kinematographie.

## Leben
Der aus den Vogesen stammende Furkel hatte nach seiner Ausbildung zum Fotografen auch in diesem Beruf gearbeitet. Am 30. November 1896 begann Furkels jahrzehntelange Tätigkeit für die Kinematographie, die zu dieser Zeit bloßes Rummelplatzvergnügen darstellte. An diesem Tag lernte er in Köln den französischen Kinopionier Bressier kennen, der wie ein fahrender Gaukler durch die deutsche Provinz zog, um mit der Präsentation kurzer Filmszenen Varietéveranstaltungen zu bereichern. Furkel schloss sich Bressier an und arbeitete für ihn als Vorführer. 
In den Niederlanden gründete Georg Furkel 1897 eine eigene Filmproduktionsfirma, eine der ersten Europas, mit der er Aktualitäten und Alltagsbilder aufnahm, die er im Rahmen von Varietéveranstaltungen vorführte. Außerdem fotografierte und inszenierte er kurze Dokumentaraufnahmen für den niederländischen Produzenten und Filmpionier Franz Anton Nöggerath senior. Der deutsche Filmpionier Jules Greenbaum lernte Furkel 1899 in Amsterdam kennen und überredete ihn dazu, ihm nach Deutschland zu folgen. 
Inzwischen in Berlin ansässig, war Georg Furkel bis 1910 als Kameramann und technischer Leiter für Greenbaums Unternehmen Bioscope tätig, anschließend arbeitete er bei der Vitascope. In diesen frühen Berliner Jahren fotografierte Furkel vornehmlich Hunderte von Aktualitäten, 1907 führten ihn Filmaufnahmen bis in die deutschen Afrikakolonien Togo, Kamerun und Deutsch-Südwestafrika. 
Aufträge für Spielfilme folgten erst zu Beginn der 1910er Jahre. Von 1913 bis 1915 kehrte Furkel noch einmal zu Greenbaum zurück, drehte aber auch in Köln und für die Berliner Colonia Film. Danach schränkte er seine filmische Tätigkeit sukzessive ein. Nach der Beendigung der Dreharbeiten zu einigen Filmen, die er in München Anfang der 1920er Jahre fotografiert hatte, kehrte Georg Furkel 1922 nach Berlin heim und betrieb dort sein eigenes Kino.
Um sein kärgliches Einkommen zu verbessern, vermittelte man zuletzt dem greisen, unter Asthma und Herzschwäche leidenden Kino-Veteranen mit dem markanten, schneeweißen Kinnbart die eine oder andere Kleinsttätigkeit (winzige Filmrolle 1934 in So endete eine Liebe). Ansonsten hielt er sich mit kleinen Gratifikationen aus dem NS-Fonds Künstlerdank über Wasser.

## Filmografie (Auswahl)
bis 1911 kurze Dokumentarfilme
- 1897: Der lästige Raucher
- 1897: Spaß in der Kaserne
- 1897: Badende Afrikaner
- 1899: Carneval in Paris
- 1904: Die Kaiser-Flottenparade vor Helgoland
- 1905: Feierlichkeiten bei der Enthüllung des Kaiser Friedrich-Denkmals
- 1907: Aus dem Kriegsleben in Süd-Westafrika
- 1909: Zeppelin III in Berlin am 29.8.1909
- 1909: Bunte Bilder von der deutschen Flotte
- 1911: Stapellauf des ersten Turbinen-Linienschiffes ‘Kaiser’ am 22. März 1911 in Kiel
- 1912: Die Bajadere
- 1912: Des Meeres und der Liebe Wellen
- 1913: Aus schwerer Zeit
- 1913: Märchen vom Glück
- 1913: Winterflirt
- 1913: Der Tod in den Bergen
- 1913: Hexenzauber
- 1922: Das Blut der Schwester
- 1922: Die Talfahrt des Severin Hoyer